# Wanda Rutkiewicz

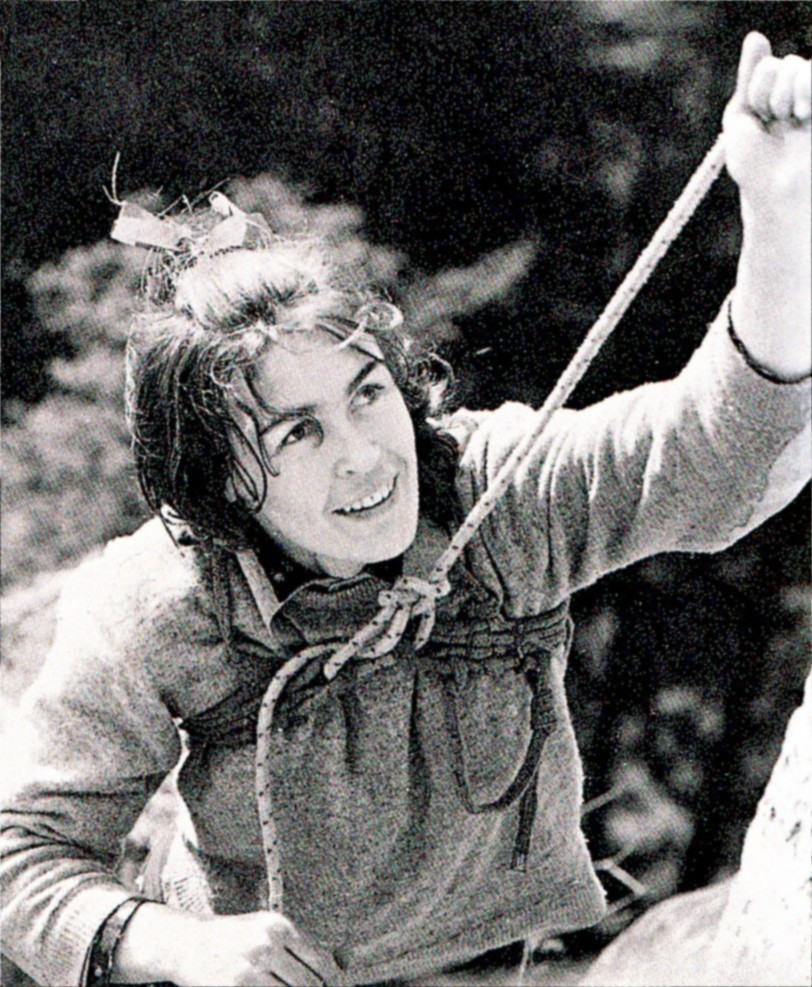
Wanda Rutkiewicz, 1968

Wanda Rutkiewicz-Błaszkiewicz [ˈvanda rutˈkievitʂ] (* 4. Februar 1943 in Plungė, Reichskommissariat Ostland; † 12. Mai 1992 am Kangchendzönga, Nepal; verschollen) war eine polnische Bergsteigerin. Sie gilt als eine der wichtigsten Frauen des Alpinsports im 20. Jahrhundert und bestieg acht Achttausender.

## Leben
Rutkiewicz gehörte der polnischen Minderheit in Litauen an und wurde mit ihrer Familie im Rahmen der Grenzverschiebungen nach dem Zweiten Weltkrieg von dort repatriiert. Sie kam zunächst bei ihren Großeltern in Łańcut unter und ließ sich schließlich mit ihren Eltern in Breslau nieder, das nach 1945 an die Volksrepublik Polen gefallen war.
Nach ihrem Abitur absolvierte sie an der Technischen Universität Breslau eine Ausbildung zur Elektroingenieurin. Während des Studiums praktizierte sie ambitioniert Volleyball.
Mit 18 Jahren begann Rutkiewicz in der Hohen Tatra mit dem Sportklettern. Mit 21 Jahren kletterte sie in den Alpen und in den Fjorden Norwegens. 1973 führte sie als erste Frau eine Winterbegehung der Eiger-Nordwand durch. Weitere Expeditionen führten sie in den Himalaya. 1978 war sie als erste Europäerin auf dem Mount Everest. Sie war zwei Mal verheiratet, beide Ehen endeten in Scheidung, da die Männer nicht mit ihrem Willen zum Bergsteigen zurecht kamen. Ihr letzter Lebensgefährte stürzte 1990 in ihrem Beisein bei einer Bergbesteigung ab.
Sie sagte über sich: „Alle Versuche meine Unabhängigkeit einzugrenzen, betrachte ich als Aggression, auf die ich mit Sturheit reagiere, anstatt mich zu beugen.“

## Verschwinden
Am 12. Mai 1992 begann für Rutkiewicz und Carlos Carsolio die letzte Etappe beim Anstieg auf den Kangchendzönga (8586 m). Durch eine Verletzung wurde sie langsamer, und Carsolio erreichte den Gipfel am frühen Nachmittag alleine. Beim Abstieg traf er sie auf 8300 m an, als sie ihr Biwak für den Gipfelaufstieg am nächsten Tag vorbereitete. Sie hatte jedoch keinen Schlafsack und auch keinen Kocher, kein Wasser und keine Verpflegung. Dennoch bestand sie darauf, den Gipfel noch zu besteigen, und erkundigte sich bei Carsolio nach den Schwierigkeiten und Details des weiteren Aufstiegs. Das war das letzte Mal, dass Wanda Rutkiewicz gesehen wurde. Carsolio stieg alleine zum Lager ab, in dem er noch drei Tage wartete.
Carlos Carsolio: „Wahrscheinlich hätte ich sie überreden sollen, mit mir abzusteigen, aber sie dachte gar nicht daran, war nur auf den Gipfel konzentriert. Es war ihr dritter Versuch am Kantsch, und sie wollte keine Niederlage mehr einstecken. Sie wußte genau, worauf sie sich einließ! Und ich hatte weder die physische noch die moralische Kraft zu verlangen, dass sie mit mir ginge.“
Auf dem Symbolischen Ehrenfriedhof der in den Bergen Verunglückten im Trümmertal der Hohen Tatra wurde ihr zu Ehren eine Gedenktafel eingeweiht.
Am 8. Dezember 2018 wurde in Breslau ein Wandgemälde enthüllt, das Rutkiewicz im Jahr 1969 in den Pyrenäen zeigt. Der Entwurf stammt von Marta Frej. Anlass für die Verwirklichung der Ehrung war das 100-jährige Jubiläum der Wiedererlangung der Unabhängigkeit Polens am 11. November 2018 und des Frauenwahlrechts.

## Besteigungen (Auswahl)
- 1968 Trollryggen, Norwegen – erstes Frauenteam
- 1970 Pik Lenin (7134 m), Pamir
- 1971 Triglav-Nordwand (mit Siri Melchior)
- 1972 Noshaq (7492 m), Hindukusch
- 1973 führte sie als erste Frau eine Winterbegehung der Eiger-Nordwand durch.
- 1975 bestieg sie als Leiterin einer Expedition den Gasherbrum III (7952 m) (höchste Erstbesteigung, die je einer Frau gelang).
- 1978 Matterhorn-Nordwand, erstes Frauenteam im Winter
- 1978 bestieg sie als erste Person aus Polen und dritte Frau der Welt den Mount Everest (8848 m).
- 1979 Grand-Capucin-Ostwand
- 1981 Elbrus (5642 m) im Winter
- 1982 führte sie eine Frauenexpedition zum K2 (8611 m), die jedoch scheiterte; auch 1984 scheiterte sie an diesem Berg.
- 1985 bestieg sie im Alpinstil den Aconcagua (6959 m).
- 1985 bestieg sie (zusammen mit Anna Czerwińska und Krystyna Palmowska als erstes Frauenteam) den Nanga Parbat (8125 m).
- 1986 war sie die erste Frau und erste Person aus Polen, die den K2 bestieg.
- 1987 bestieg sie als Teil einer Gruppe mit Jerzy Kukuczka den Shishapangma (8027 m).
- 1989 bestieg sie den Gasherbrum II (8035 m) im Rahmen einer Frauenexpedition. Dabei wurde der Film Die Schneefrauen gedreht.
- 1990 war Rutkiewicz zum Makalu unterwegs und bestieg den Hidden Peak (8080 m).
- 1991 bestieg sie den Cho Oyu (8188 m) sowie die Annapurna (8091 m) jeweils im Alleingang.
- 1992 Versuch, den Kangchendzönga (8586 m) zu besteigen; seither verschollen.

## Auszeichnungen
- Sechs Auszeichnungen des polnischen Staates für besondere sportliche Leistungen
- 1988 Preis beim Grazer Filmfestival für den Film K2-Requiem
- 1988 Raichle-Abenteuer-Preis
- 1989 Victor of Adventure, Frankreich
- 1990 Match d’ore, Paris
- 1990 Minerva della donna, Italien
- 1991 Verleihung des Sitara-i-Imtiaz-Ordens der Republik Pakistan für herausragende bergsteigerische Leistungen
- 1994 The King Albert Mountain Award der King Albert Memorial Foundation (postum)[9]

## Dokumentarfilm
2024 wurde der Dokumentarfilm The Last Expedition, inszeniert von Eliza Kubarska, veröffentlicht. Der deutsche Kinostart war Ende Januar 2025.